# Chionaema rubritermina
Chionaema rubritermina är en fjärilsart som beskrevs av George Thomas Bethune-Baker 1911. Chionaema rubritermina ingår i släktet Chionaema och familjen björnspinnare. Inga underarter finns listade i Catalogue of Life.